# Hrabstwo Melton
Hrabstwo Melton – obszar samorządu lokalnego (ang. local government area), położony w zachodniej części aglomeracji Melbourne. Melton zostało utworzone w 1862 roku początkowo jako powiat, natomiast w 1871 stało się hrabstwem. Po restrukturyzacji w 1994 do Melton przyłączono dzielnice Diggers Rest oraz Exford. Od początku lat 70, XX wieku szybko zwiększa się liczba ludności, obecnie obszar ten zamieszkuje 78 912 osób (dane z 2006).

## Dzielnice
- Brookfield
- Burnside
- Caroline Springs
- Diggers Rest
- Exford
- Hillside
- Kurunjang
- Melton
- Melton South
- Melton West
- Mount Cottrell
- Plumpton
- Ravenhall
- Rockbank
- Taylors Hill
- Toolern Vale
- Truganina
- Toolern Downs

## Ludność
| Rok  | Populacja | Przyrost (%) |
| ---- | --------- | ------------ |
| 1954 | 1,424     | -            |
| 1958 | 1 580     | 2.63         |
| 1961 | 1 804     | 4.52         |
| 1966 | 2 542     | 7.10         |
| 1971 | 5 974     | 18.64        |
| 1976 | 13 856    | 18.32        |
| 1981 | 21 300    | 8.98         |
| 1986 | 29 500    | 6.73         |
| 1991 | 35 695    | 3.89         |
| 1996 | 39 109    | 1.84         |
| 2001 | 51 685    | 5.73         |
| 2006 | 78 448    | 8.70         |